# Tani Allen and his Tennessee Pals
Tani Allen and his Tennessee Pals war eine US-amerikanische Country-Band aus Memphis, Tennessee.

## Karriere
Der Steel-Gitarrist Tani Allen, der zur damaligen Zeit noch als „Tiny Allen“ auftrat, gründete um 1950 seine Band, die Tennessee Pals. Mit ihnen bestritt er Auftritte im lokalen Radio und auf Veranstaltungen. Im selben Jahr kontaktierte Allen Bullet Records in Nashville, um Aufnahmen zu machen. Allen und die Tennessee Pals spielten vor und die Plattenfirma war bereit, ihnen einen Vertrag anzubieten. Lediglich der Sänger gefiel nicht, so ersetzte Allen ihn durch Buck Turner, der um Memphis als Sänger schon bekannt war. Ihre erste Single erschien 1950 mit Tennessee Jive. Der Titel wurde von Bill Haley später als Real Rock Drive aufgenommen. Durch eine Falschschreibung von Allens Namen, was aus dem typischen „Southern Drawl“ resultierte, wurden die Platten als Tani Allen & his Tennessee Pals und nicht als Tiny Allen veröffentlicht. Insgesamt sechs Singles nahm die Band zusammen mit Buck Turner bei Bullet auf. Ihre letzte, When Hillbilly Willie Met Kitty From The City, erschien 1952. Danach hatte Bullet das Interesse an der Gruppe verloren, nur Buck Turner war es vergönnt, weiterhin Platten aufzunehmen. Allen war damit einverstanden und unterstützte seinen Freund Turner.
Fortan machte Allen Aufnahmen für Do-Re-Mi, Millionaire und B.B. Records. Zudem hatte er einen eigenen Club, in dem er auftrat. In den 1960er-Jahren schrieb Allen einige erfolgreiche Songs für George Hamilton IV. und Carl Smith.

## Diskografie
| Jahr | Titel                                                                | Plattenfirma |
| ---- | -------------------------------------------------------------------- | ------------ |
| 1950 | Tennessee Jive / Rockin’ Chair Boogie                                | Bullet 702   |
| 1950 | I’ll Still Love You (After You’re Gone) / Just Checkin' On You       | Bullet 713   |
| 1951 | Back In the Army Again / Suspicion Blues                             | Bullet 734   |
| 1951 | Little Blue Eyed Blonde Goodbye / On Our Shotgun Wedding Day         | Bullet 740   |
| 1952 | Fatty Cake / Empty Hands, Empty Heart and Empty Pockets              | Bullet 744   |
| 1952 | When Hillbilly Willie Met Kitty From The City / I Don’t Want You Now | Bullet 746   |